# Nikołaj Ryżkow

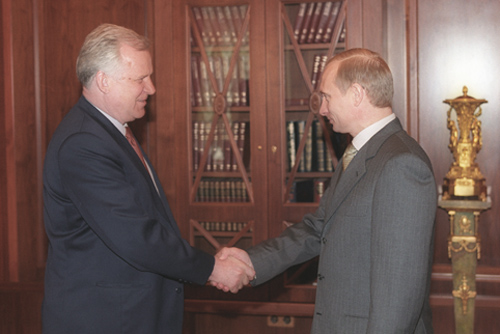
Nikołaj Ryżkow (po lewej) i Władimir Putin, Moskwa 4 lipca 2000

Nikołaj Iwanowicz Ryżkow, ros. Николай Иванович Рыжков (ur. 28 września 1929 w Szczerbyniwce w obwodzie donieckim, zm. 28 lutego 2024 w Moskwie) – radziecki i rosyjski polityk, inżynier.

## Życiorys
Od 1959 należał do Komunistycznej Partii Związku Radzieckiego, od 1981 był członkiem Komitetu Centralnego Komunistycznej Partii Związku Radzieckiego, a w latach 1982–1985 był sekretarzem i kierownikiem Wydziału Ekonomicznego Komitetu Centralnego Komunistycznej Partii Związku Radzieckiego. Od 1979 był związany z administracją rządową. Od 27 września 1985 do 17 stycznia 1991 był premierem Związku Radzieckiego.
Był autorem niepopularnych reform ekonomicznych. W 1991 kandydował na urząd prezydenta Rosji. Otrzymał 16,9% głosów i został pokonany przez Borysa Jelcyna.
Został odznaczony m.in. Orderem „Za zasługi dla Ojczyzny” IV klasy (2004), dwukrotnie Orderem Lenina (1974, 1976), Orderem Rewolucji Październikowej (1971), dwukrotnie Orderem Czerwonego Sztandaru Pracy (1966, 1979) oraz Orderem Wojny Ojczyźnianej I klasy (1985). Dwukrotny laureat Nagrody Państwowej Związku Socjalistycznych Republik Radzieckich (1969, 1979).